# José Enrique Martínez Genique
José Enrique Martínez Genique (Ávila, 2 de enero de 1935) es un político español, ministro de Agricultura (1977-1978) con Adolfo Suárez y posteriormente secretario de Estado de Consumo (1981) con Calvo-Sotelo.

## Biografía
Está licenciado en Ciencias Económicas por la Universidad de Granada, en Derecho por la de Madrid, e intendente mercantil por la Escuela Superior Central de Comercio. En 1960, ingresa en el Cuerpo de Inspectores de los Tributos del Ministerio de Hacienda en las delegaciones de Hacienda de Huelva y Málaga hasta 1971.

## Cargos políticos
Empezó su andadura siendo secretario general de la Comisaría General de Abastecimientos y Transportes. De ahí pasó a ser director general de Información e Inspección Comercial del Ministerio de Comercio, director general de Planificación Sectorial de la Presidencia del Gobierno y presidente del Fondo para la Regulación y Ordenación de Precios y Productos Agrarios FORPPA. Posteriormente, entre julio de 1977 y febrero de 1978 fue nombrado por Adolfo Suárez ministro de Agricultura en su segundo gabinete de gobierno en sustitución de Abril-Martorell. En 1981 fue secretario de Estado de Consumo.